# Rick Dickinson

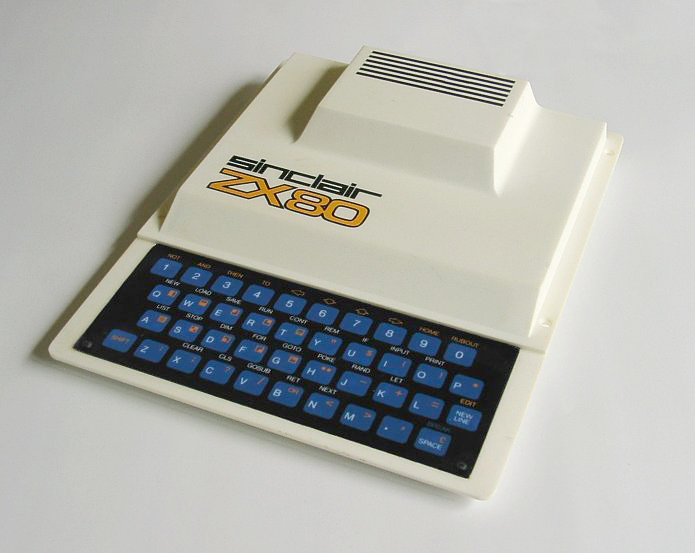
ZX80 - Wzór użytkowy projektu, podobnie jak i jego następcy ZX81, został przez Ricka Dickinsona opatentowany.

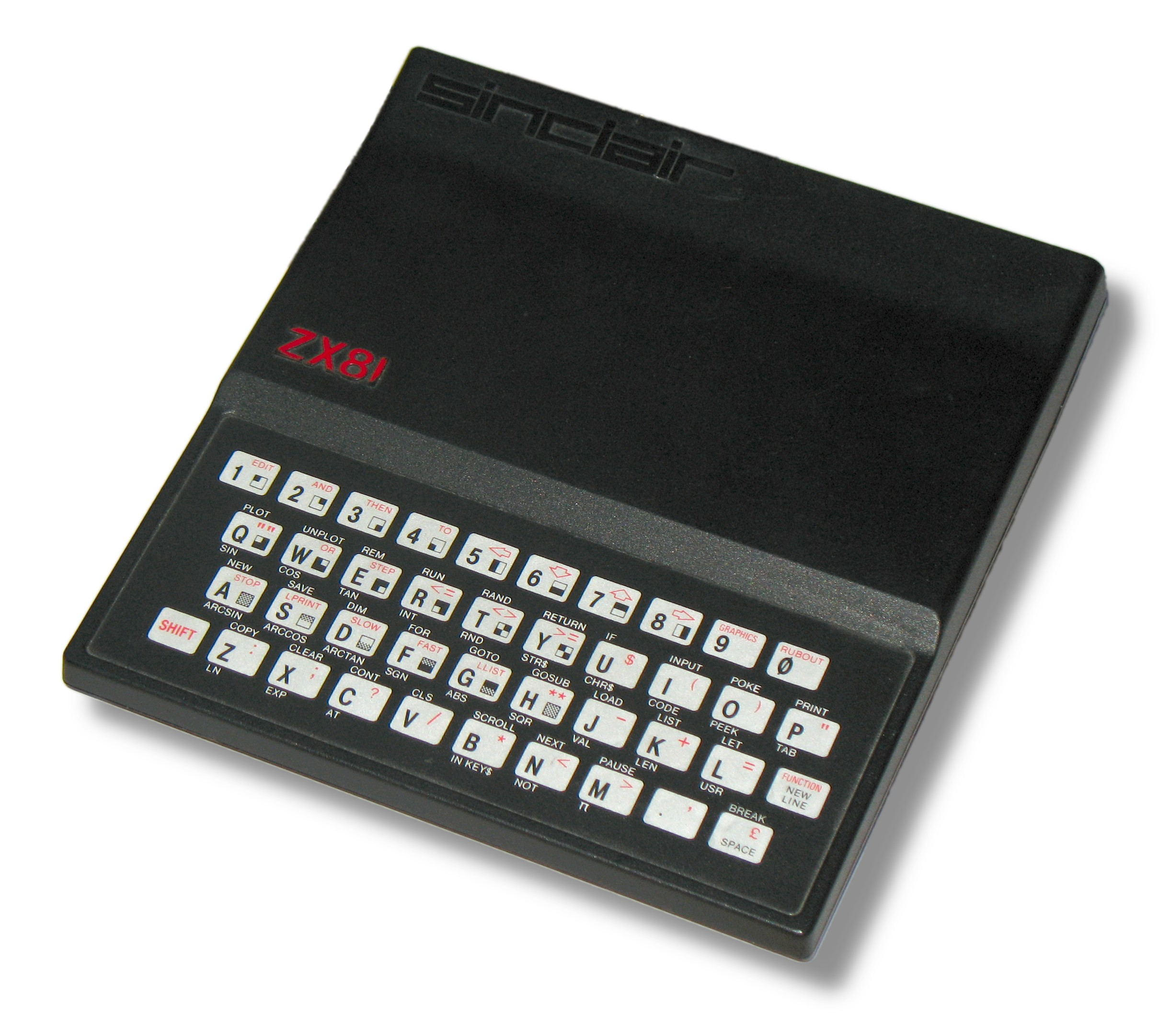
ZX81

Rick Dickinson (ur. ok. 1957, zm. 24 kwietnia 2018 w USA) – projektant, twórca wzorów użytkowych. 
Absolwent Newcastle Polytechnic (obecnie Northumbria University). Od stycznia 1980 do kwietnia 1987 zatrudniony w Sinclair Research na stanowisku starszego projektanta. Stworzył w tej firmie wzory użytkowe takich komputerów domowych jak: ZX80 i ZX81. Jego pomysłem było zastosowanie klawiatury membranowej w ZX80 i ZX81 oraz gumowej w ZX Spectrum. Wzory ZX80 oraz ZX81 zostały przez niego zastrzeżone i posiadał na nie patenty. Jego dziełem są również Sinclair QL, Gizmondo oraz TV80.
W maju 1987 roku utworzył własną firmę Dickinson Associates, która  zajmuje się przygotowywaniem wzorów użytkowych dla firm z rynku medycznego oraz telekomunikacyjnego. Przedsiębiorstwo współpracuje z British Telecom, Biochrom, Christopher Curry, Cardinal Healthcare, Gizmondo, K2 Medical, Lensman, Motorola, Monica Healthcare, Plextek, Rockwell.
Za swoje projekty otrzymał nagrody:
- BA 1st Class honours degree Industrail Design (Design for Industry)
- National Power award for innovation
- Millenium Products Award
- Computer of the Year Award